# Viali di Circonvallazione (Bologna)
I Viali di Circonvallazione di Bologna (noti in ambito cittadino semplicemente come "i Viali"), sono una successione ininterrotta di viali a 3 corsie per senso di marcia che circonda ad anello il centro cittadino. Sono una delle principali arterie viarie della città, con una lunghezza complessiva di 8 chilometri. I viali ripercorrono esternamente la precedente cinta muraria del Trecento, attraversando le 13 porte d'accesso, delle quali oggi ne rimangono solo 9 (in quanto una è stata chiusa nel 1445 per poi essere completamente inglobata in una chiesa, 2 sono state demolite nel 1903 e una si trova completamente all'interno del percorso dell'antica cinta rispetto a quello degli attuali viali). Queste porte oggi costituiscono i principali incroci dei viali e i punti dove sorgevano hanno oggi i nomi nel formato Piazza di Porta ed il nome della porta, fatta eccezione per le piazze di porta Galliera e Lame, che prendono rispettivamente i nomi di "Piazza XX Settembre" e "Piazza VII Novembre 1944". I viali nella loro funzione di passaggio da una parte all'altra della città, evitando il centro storico, ora zona a traffico limitato, oggi vengono spesso sostituiti dalla circonvallazione più esterna della tangenziale.

## Storia
Furono costruiti in seguito al piano di abbattimento della terza cerchia di mura cittadine tra il 1902 ed il 1906 sul modello della Ringstraße e del Gürtel di Vienna.

## Mobilità
Il 18 Settembre 2015 è stata inaugurata la "Tangenziale delle biciclette", una pista esclusivamente ciclabile bidirezionale che percorre i viali di Bologna. La pista è stata ricavata prevalentemente al centro dell'aiuola di divisione delle carreggiate e percorre tutti i viali ad eccezione di un breve tratto di viale Pietro Pietramellara. I viali inoltre sono serviti interamente da due linee del trasporto pubblico: la linea 32, che percorre la carreggiata interna e la linea 33, che percorre la carreggiata esterna.

## Percorso

Porte della città di Bologna

Come alcune circonvallazioni di altre città, i Viali di Bologna formano un anello completo e, da porta a porta, il tratto che li costituisce prende un nome diverso. Partendo da Porta Maggiore (anche Porta Mazzini, come in foto) e seguendo l'ordine delle porte cittadine in senso orario, si hanno:
- viale Giosuè Carducci, da Porta Maggiore a Porta Santo Stefano
- viale Giovanni Gozzadini, da Porta Santo Stefano a Porta Castiglione
- viale Enrico Panzacchi, da Porta Castiglione a Porta San Mamolo
- viale Antonio Aldini, da Porta San Mamolo a Porta Saragozza
- viale Carlo Pepoli, da Porta Saragozza a Porta Sant'Isaia
- viale Giovanni Vicini, da Porta Sant'Isaia a Porta San Felice
- viale Antonio Silvani, da Porta San Felice a Porta delle Lame (piazza VII Novembre 1944)
- viale Pietro Pietramellara, da Porta delle Lame a Porta Galliera (piazza XX Settembre)
- viale Angelo Masini, da Porta Galliera a Porta Mascarella
- viale Carlo Berti Pichat, da Porta Mascarella a Porta San Donato
- viale Quirico Filopanti, da Porta San Donato a Porta San Vitale
- viale Giovanni Battista Ercolani, da Porta San Vitale a Porta Maggiore

## Monumenti e luoghi d'interesse
Lungo i viali si trovano la casa di Giosuè Carducci, la casa di Augusto Murri, i giardini Margherita, la stazione di Bologna dell'Arma dei Carabinieri, il distaccamento Carlo Fava dei Vigili del Fuoco, il liceo scientifico Augusto Righi, la Clinica Neurologica dell'Università di Bologna, il tratto di canale a ridosso delle mura in adiacenza alla chiesa di S. Maria e S. Valentino della Grada, la caserma Mameli (Esercito Italiano- Brigata Aeromobile Friuli), la sede territoriale della protezione civile, la stazione ferroviaria di Bologna Centrale, la facoltà di Psicologia dell'Università di Bologna e il policlinico Sant'Orsola-Malpighi. A porta Galliera vi è il Pincio, la Rocca di Galliera e l'Autostazione di Bologna. Sotto alla stessa Porta Galliera si trova uno scavo che dà la possibilità di vedere l'ultimo tratto del Canale delle Moline che con altri canali forniva energia idraulica a mulini, filande e altri opifici in epoca medioevale e rinascimentale.